# Kraanpoort (Gdańsk)
De Kraanpoort (Duits: Krantor of Danziger Kran; Pools: Brama Żuraw of kortweg Żuraw) is een poort die tevens als havenkraan kan dienen. De poort ligt aan de promenade (Poolse naam: Długie Pobrzeże) langs de rivier Motława in de stad Gdańsk (het vroegere Danzig) en is een van de bezienswaardigheden in die stad.

## Geschiedenis
De Kraanpoort ligt op een strategische plaats, tegenover een eiland in de rivier Mottlau (Motława), en diende behalve als kraan ook als verdedigingswerk voor het stadscentrum. De voorloper van de Kraanpoort werd gebouwd in 1363 en bestond toen al uit twee torens met een houten constructie in het midden, die als hijsinstallatie fungeerde. In 1442 ging het grootste deel van de poort door brand verloren. In hetzelfde jaar nog begon men aan de wederopbouw, die in 1444 voltooid was. Daarmee kreeg de poort haar huidige uiterlijk.
Tijdens de verovering van Danzig door het Rode Leger in maart 1945 brandde het houten middendeel van de Kraanpoort uit en raakten de torens aan weerszijden zwaar beschadigd. Na de Tweede Wereldoorlog werd de Kraanpoort in de jaren 1957-59 naar een ontwerp van Stanisław Bobiński gerestaureerd. Daarbij werd één klein detail veranderd ten opzichte van de vooroorlogse poort: de torens kregen een vijfkantig in plaats van een driekantig schilddak.
Sinds 20 juli 1962 is de poort een onderdeel van het Nationaal Maritiem Museum (Narodowe Muzeum Morskie), dat in Gdańsk nog twee andere gebouwen en het stoomschip Sołdek onder zijn beheer heeft. In de Kraanpoort is een permanente tentoonstelling over de geschiedenis van de scheepvaart en het werk in de haven te bezichtigen, naast een collectie schelpen en koraal.

## Bijzonderheden van de poort
De poort telt zes verdiepingen en bestaat uit twee stenen torens met een houten middendeel. Het middendeel is 31 m hoog, de torens 24,5 m. Het houten deel is de kraan. Met twee haken kunnen goederen worden opgehesen. De onderste haak kan vrachten optillen tot 11 meter hoogte en werd gebruikt om goederen te laden en te lossen. De bovenste haak komt tot 27 meter en werd gebruikt om scheepsmasten op hun plaats te zetten. De haken konden vrachten tot 4 ton verwerken.
Achter het houten deel staan twee paren tredmolens opgesteld. Het onderste paar bevindt zich op de eerste verdieping, ongeveer 6 m boven de begane grond en bedient de onderste haak. Het bovenste bevindt zich op de vijfde verdieping op een hoogte van ongeveer 20 m en bedient de bovenste haak. Alle vier de tredmolens hebben een diameter van 6,5 meter. Daarmee zijn ze vermoedelijk de grootste tredmolens die ooit voor een hijsinstallatie zijn gebruikt. Voor de bediening van de tredmolens werden doorgaans gevangenen ingezet. De hijsinstallatie bleef in gebruik tot in het midden van de 19e eeuw.
Op het middendeel van de poort staat sinds 1993 een windvaan in de vorm van een kraanvogel.
De achterkant van de poort, aan de kant van de stad, ziet er heel anders uit. Aan deze kant is het een massief gebouw met één toren in het midden. Van de beide torens aan de voorzijde is geen spoor terug te vinden.
De Kraanpoort is meermaals op een postzegel afgebeeld, in de vrije stad Danzig (1920-1939), Duitsland en Polen. De poort staat ook op het muntstuk van 5 Danziger gulden.

## Fotogalerij

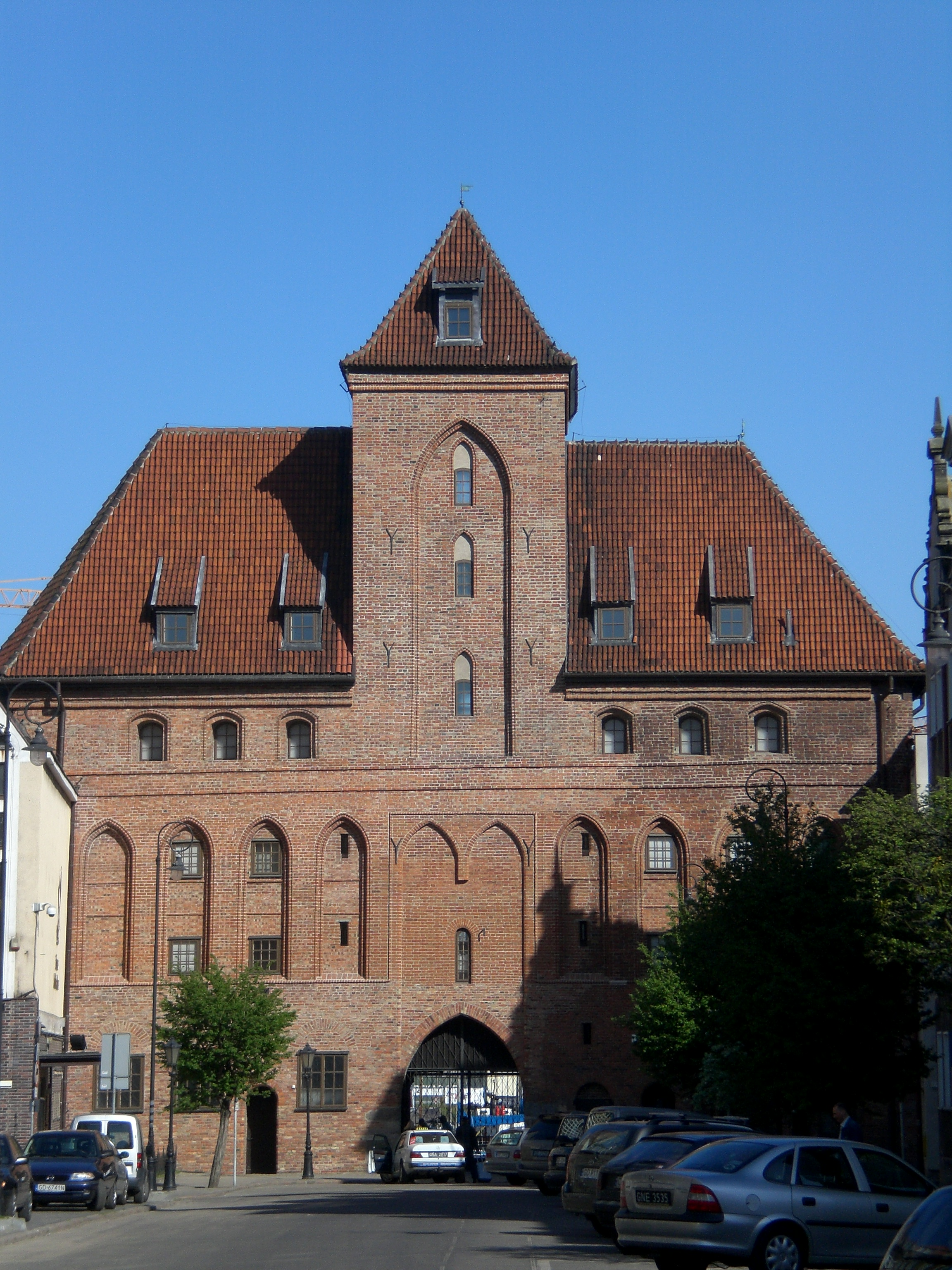
De achterzijde van de Kraanpoort, aan de kant van de stad
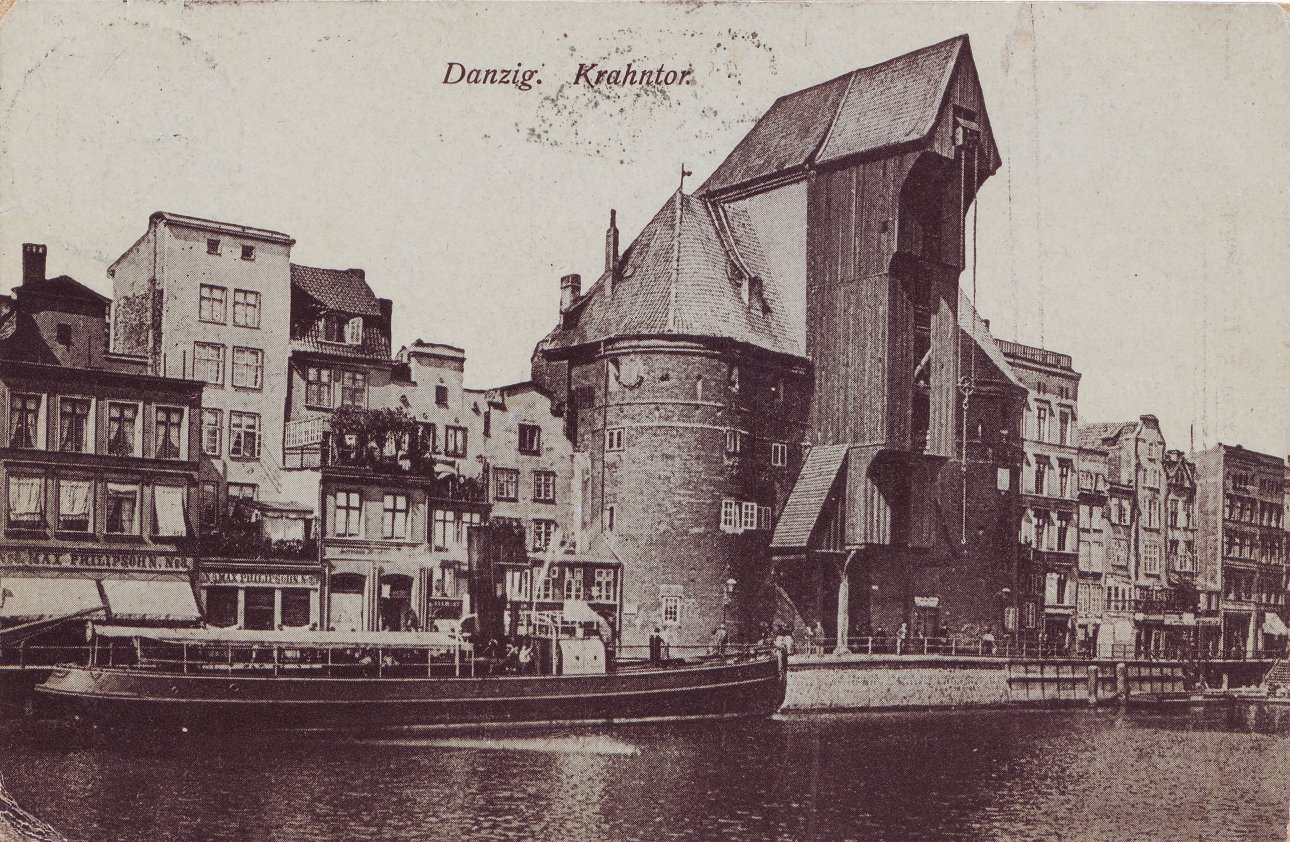
De Kraanpoort op een ansichtkaart verzonden in 1909, toen nog met driekantig schilddak
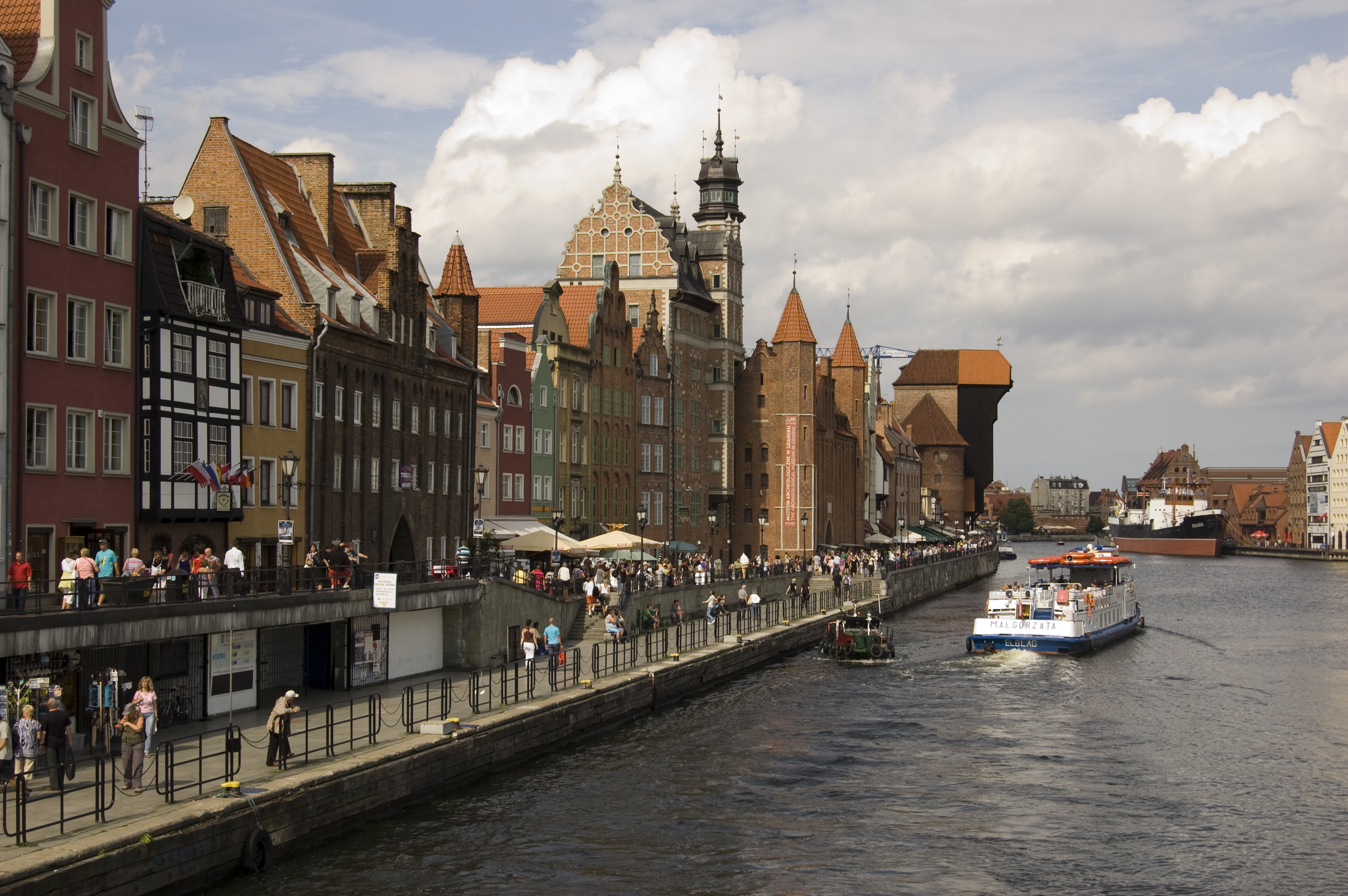
De Motława met in de verte de Kraanpoort
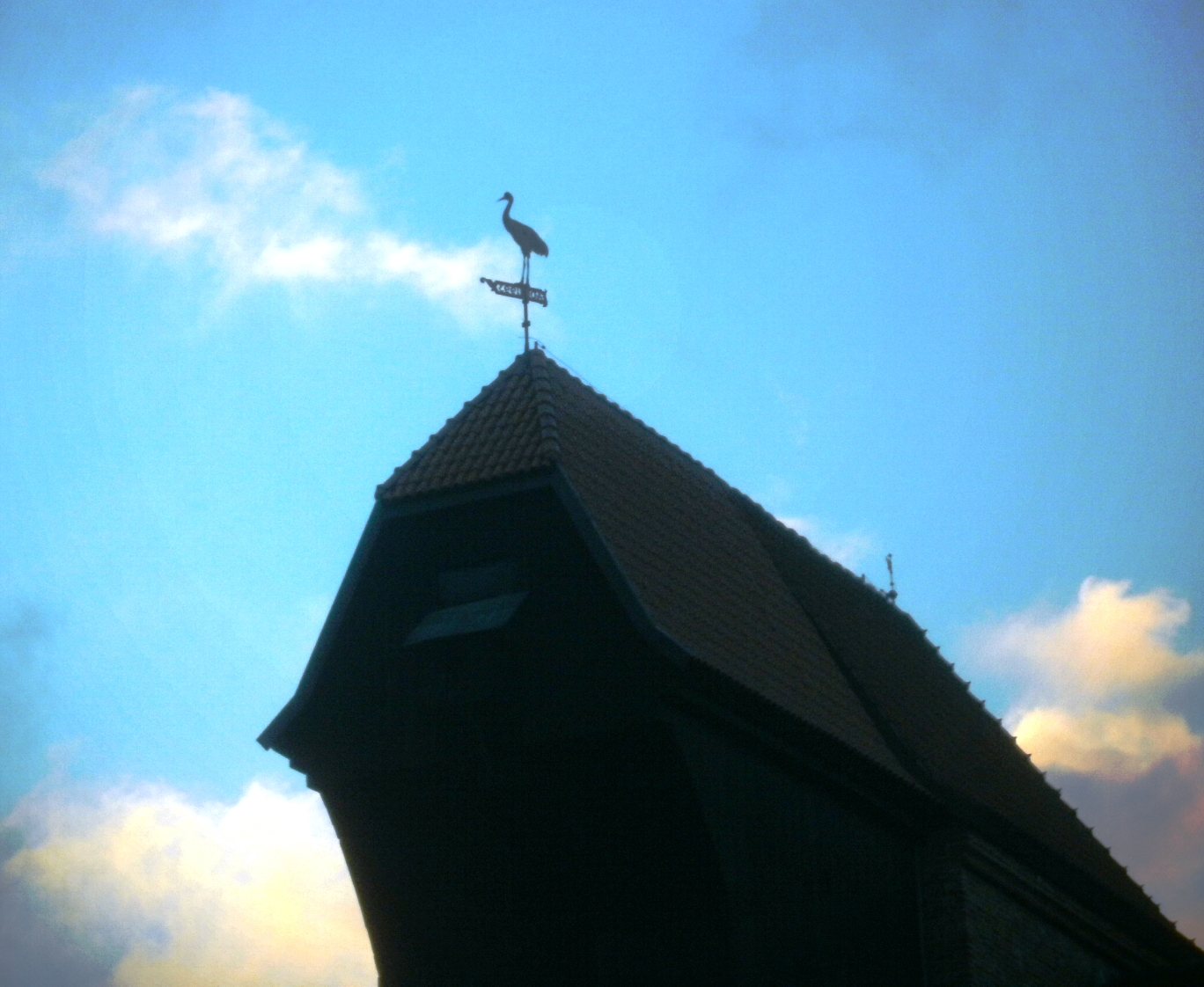
De top van de Kraanpoort, met de windvaan
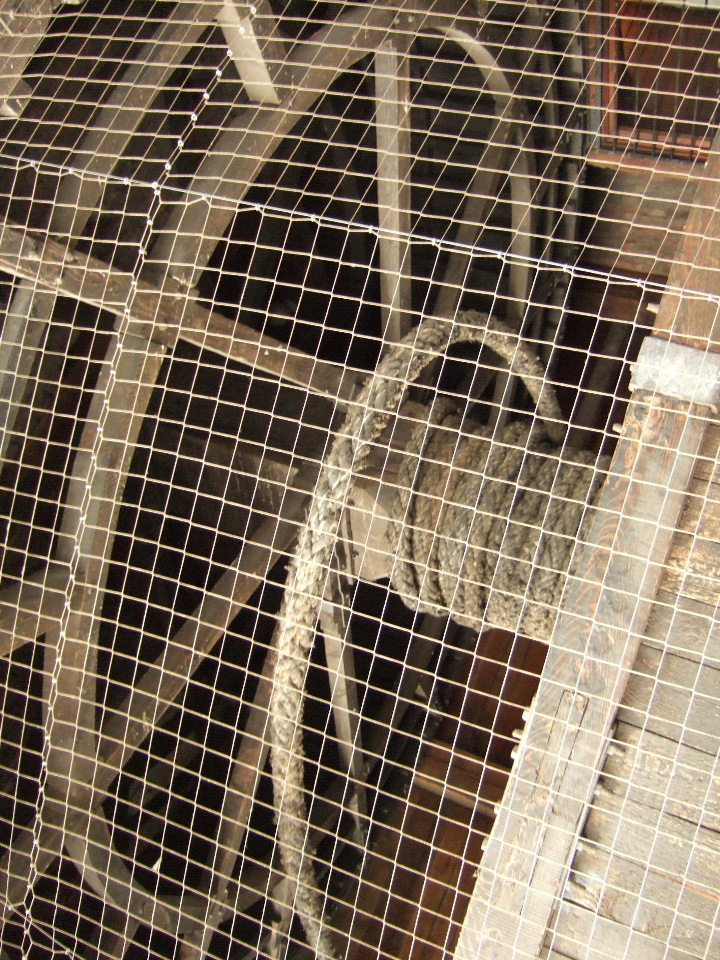
Deel van het mechanisme van de onderste tredmolen